# Benedetto De Lisi
Benedetto De Lisi, auch Delisi (* 1. Februar 1831 in Palermo; † 8. September 1875 ebenda) war ein italienischer Bildhauer auf Sizilien.

## Leben
Er war Schüler von Valerio Villareale, dann in Florenz von Pietro Tenerani. De Lisi schuf vorwiegend Porträtbüsten.
Seine Söhne Stefano (1865 – 20. März 1886), Domenico (1870–1946) und Benedetto der Jüngere (1898–1967), der Sohn von Domenico, waren ebenfalls Bildhauer in Palermo. Auch ist wahrscheinlich ein verwandtschaftliches Verhältnis zu dem 1875 in Palermo verstorbenen Bildhauer Luigi De Lisi.
Seine Schüler waren unter anderen der Schwiegersohn Antonio Ugo, Domenico Trentacoste und Benedetto Civiletti.

## Werke (Auswahl)
- Piazza Ruggero Settimo (Palermo): Denkmal Ruggero Settimo (1865)
- Teatro Politeama (Palermo): im Garten die Statue eine Sylphe
- Musikpavillon “Palchetta” (Palermo): Allegorie des Vertrauens
- Cimitero di Santa Maria di Gesù (Palermo): Löwenstatue am Grab der Familie Florio
- Galleria d’Arte Moderna (Palermo): Büste Giuseppe Garibaldis